# Gonnie Goossens
Allegonda Gerarda Maria (Gonnie) Goossens (Schijndel, 28 augustus 1936 - Beneden-Leeuwen, 20 december 2019) was een Nederlands fotografe, daarvoor ook zangpedagoog, uitvoerend musicus en leidster van een meisjeskoor.
Zij studeerde solo-zang bij Annie Hermes aan het Brabants Conservatorium in Tilburg, deed daar eindexamen en vervolgde haar studie in Amsterdam bij Ruth Horna en in Londen bij Paul Hamburger. Zij trad solistisch op en was de lerares van een groot aantal zangleerlingen, van wie er meerdere in "het vak" terechtkwamen.
Daarnaast leidde zij het Meisjeskoor "De Zonnepitten" van 1966 tot 1982.
In het midden van de jaren tachtig besloot zij de muziek en het beeld (fotografie) te combineren. In de klankbeelden die zij vastlegde vormt de muziek, naast het visuele aspect, een essentieel element in haar waarneming en daarmee in de verbeelding van het thema of onderwerp. Haar producties vinden hun weerslag in verschillende vormen: fotoseries, diashows en muziekuitvoeringen met beeldprojectie. In alle gevallen is er een meerdimensionale, zintuiglijke waarneming: de kijker is ook luisteraar. Omdat de muziek altijd haar fotografische inspiratiebron vormde, noemde zij zichzelf 'muziekfotografe'.
Voor de 'muziekfotografische' producties die vanaf 1985 tot stand kwamen reisde ze onder andere naar het Amerikaanse Yellowstone Park en naar Groenland.
De belangrijkste visuele thema's in haar werk zijn landschappen, ijsbergen, kerkhoven, (kinder)portretten en moderne architectuur.
Vanaf 2003 leidde ze "Atelier de Kat", een cultureel centrum in Beneden-Leeuwen. 

## Vrije producties vanaf 1985 (selectie)
| Titel                      | Met muziek van:                                         | Locatie(s)        | Onderwerp                                          |
| -------------------------- | ------------------------------------------------------- | ----------------- | -------------------------------------------------- |
| Magical Building           | Ellen Taaffe Zwilich                                    | Nederland         | Moderne architectuur                               |
| Lontano                    | György Ligeti                                           | Groenland         | IJsbergen                                          |
| Dies Irae                  | Krzysztof Penderecki                                    | Amerika           | Vulkanisch landschap                               |
| Mount of three lights      | Bohuslav Martinů                                        | Spanje            | Semana Santa                                       |
| Ameland Glace              | Arvo Pärt                                               | Ameland           | IJsregen                                           |
| Welmoed                    | Wolfgang Amadeus Mozart                                 | Ameland           | Kerkhofjes                                         |
| Arcadia                    | Gabriel Faure                                           | Nederland         | Herfstbloemen                                      |
| Lyriek van lente tot lente | diverse componisten                                     | Nederland         | De seizoenen                                       |
| Marcellino                 | Franz Schubert                                          | Nederland         | Kinderportret                                      |
| Chant de la mer            | Gabriel Fauré                                           | Terschelling      | Boschplaat                                         |
| Chant de la terre          | Hildegard van Bingen                                    | Jordanië          | Wadi Rum                                           |
| So What?                   | Dmitri Sjostakovitsj                                    | Ameland           | Strandjutter                                       |
| Mourning                   | John Corigliano                                         | diverse locaties  | Aids-thema                                         |
| Tour du monde              | diverse componisten                                     | diverse landen    | Landschappen                                       |
| Thorn                      | Benjamin Britten / Gioacchino Rossini                   | Thorn             | Herfstsfeer                                        |
| De kinderkamer             | Modest Moessorgski                                      | diverse locaties  | Kinderwereld                                       |
| Amal                       | diverse componisten; tekst: Nathalie van den Eerenbeemt | diverse locaties  | Emoties                                            |
| Wood                       | John Adams                                              | Nederland         | Grafische vormen                                   |
| Een scheppingsverhaal      | diverse componisten; tekst: Gonnie Goossens             | abstracte beelden | Scheppingsverhaal                                  |
| Der Musensohn              | Franz Schubert                                          | diverse           | rondreis in beelden, muziek en tekst               |
| Questions                  | Charles Ives - Daan Manneke                             | diverse           | Moodswings                                         |
| Lingewaard                 | Ferdinand Ries                                          | Lingewaard        | Flora en Fauna                                     |
| Klankgedicht               | Antonin Dvorak                                          | Maas/Waal         | gedicht ‘De Onbekende Geliefde’ van Ank van Benten |
| De Wolk                    | Iosif Genishta                                          | wolken            | gedicht: ‘WOLK’ van Ton van Zeijst                 |

## Uitvoeringen met "levende muziek"
| Titel                       | Met muziek van:                    | Locatie(s)       | Onderwerp                         |
| --------------------------- | ---------------------------------- | ---------------- | --------------------------------- |
| Brabant Suite               | Jef Penders; tekst: Ton van Zeijst | Brabant          | Voorjaar                          |
| Dido and Aeneas             | Henry Purcell                      | Nederland        | Emoties                           |
| Symfonieën der Nederlanden  | Louis Andriessen                   | Flevoland        | Alle seizoenen                    |
| Liederen over leven en dood | Aulis Sallinen                     | diverse locaties | Requiem                           |
| Last Words                  | Daan Manneke                       | abstract         | de 7 Kruiswoorden + link met MH17 |